# Munroe Bourne
Munroe Bourne (n. 26 mai 1910, Victoria, British Columbia, Canada – d. 11 iulie 1992, Rothesay⁠(d), Nouveau-Brunswick, Canada) a fost un înotător ce a reprezentat Canada, medaliat olimpic. A participat la 3 ediții ale Jocurilor Olimpice (1928, 1932, 1936) în care a câștigat două medalii de bronz.